# Soyuz 28
A Soyuz 28 foi uma missão tripulada soviética, lançada em 2 de março de 1978, e a terceira missão a acoplar na estação espacial Salyut 6. O cosmonauta checoslovaco Vladimír Remek, tripulante da nave, foi a primeira pessoa no espaço que não era nem cidadão dos Estados Unidos nem da União Soviética.
Foi a primeira missão do programa Intercosmos, que permitia que países do Bloco Oriental e outros países comunistas tivessem acesso ao espaço através de lançamentos tripulados ou não tripulados.

## Tripulação
| Posição                | Cosmonauta      |
| ---------------------- | --------------- |
| Comandante             | Aleksei Gubarev |
| Cosmonauta pesquisador | Vladimír Remek  |

## Parâmetros da missão
- Massa: 6 800 kg
- Perigeu: 198,9 km
- Apogeu: 275,6 km
- Inclinação: 51,65°
- Período: 88,95 minutos

## Pontos altos da missão

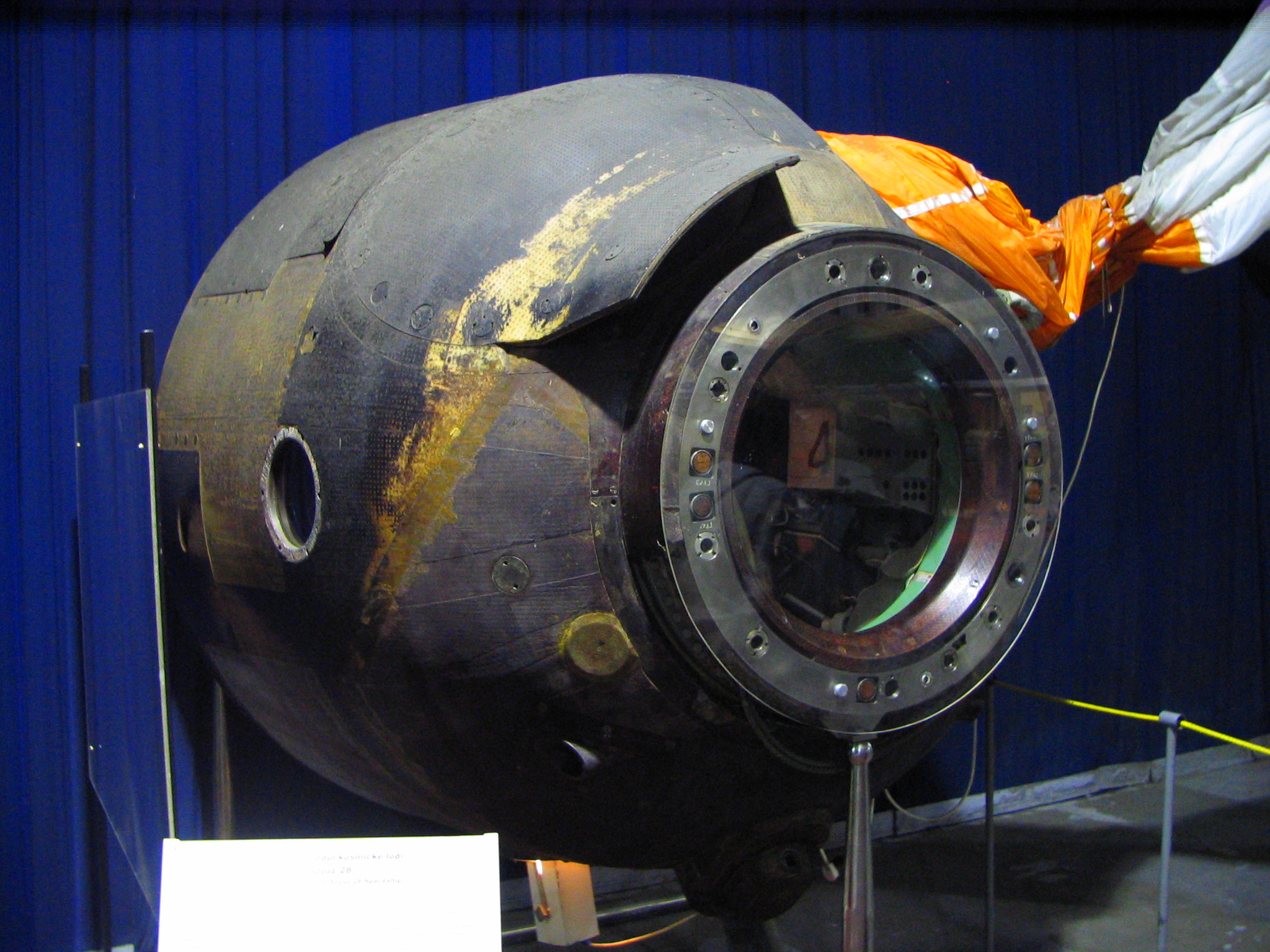
Cápsula de reentrada da Soyuz 28

O veículo acoplou na Salyut 6, que já estava ocupada por Georgi Grechko e Yuri Romanenko. Todas as missões Intercosmos tinham sete dias e 21,5 horas de duração com tolerância de uma hora. Isto significava que nenhum país poderia se sentir ofendido pelo fato de outro realizar um voo mais longo e possivelmente acreditar que a União Soviética apreciasse mais este país.
A missão foi feita mais para fins de propaganda. Os quatro tripulantes na Salyut 6 receberam mensagens de Leonid Brezhnev e Gustáv Husák, o líder da Checoslováquia. Se esperava que os voos da Intercosmos iriam ajudar os regimes comunistas decadentes no Bloco Oriental. Husák era impopular na Checoslováquia após reverter as reformas de seu predecessor (que havia sido afastado pelo Pacto de Varsóvia). Romanenko disse para o grupo:
"Nós devemos aplicar todas as nossas forças e conhecimentos para defender a grande honra desta equipa internacional, que começou a desempenhar este programa conjunto dos países socialistas de pesquisa e utilização do espaço exterior para fins pacíficos."
Os experimentos eram padronizados em todas as missões do Intercosmos. Havia uma variedade de experimentos cardiovasculares e médicos, algumas fotografias multiespectrais dos países dos visitantes e um ou dois experimentos desenvolvidos por cientistas dos países dos cosmonautas visitantes. No caso de Remek, eles eram sobre processamento de materiais.
O tempo era um problema para um dos membros da equipa de longa duração, Romanenko. Ele sofreu uma forte dor de dente e não havia nada que se pudesse fazer na estação. Tudo o que os médicos no controle da missão podiam fazer era sugerir que ele lavasse sua boca com água quente e a deixasse aquecida. No fim da missão (eles aterrissaram apenas seis dias depois do grupo da Soyuz 28), um nervo estava exposto.
Os cosmonautas visitantes eram treinados como pilotos militares na União Soviética e falavam russo fluentemente. Apesar disso, surgiu uma piada explicando porque a mão de Remek havia se tornado misteriosamente vermelha após a missão. Ele informou aos médicos que isto ocorrera porque a todo momento em que ia tocar alguma coisa, os membros russos da equipa davam um tapa em sua mão e gritavam, "Não toque isso!"
A equipa aterrissou 135 km ao norte de Arkalyk, no Cazaquistão.